# Champagne Pannier
Pour les articles homonymes, voir Pannier.
Champagne Pannier est une maison de Champagne fondée en 1899. Son siège se situe à Château-Thierry, dans la vallée de la Marne.

## Historique
La maison de Champagne Pannier est initialement une société familiale fondée par Louis-Eugène Pannier en 1899 à Dizy, près d’Épernay,,.
Étant donné le développement de la maison, Gaston Pannier, fils de Louis-Eugène Pannier, acquiert en 1937 d'anciennes carrières de pierre médiévales à Château-Thierry et décide de les aménager en caves. Toute la production y est ainsi transférée. Creusées dans la craie, ces carrières offrent des conditions de vieillissement intéressantes pour la production vinicole. Les caves ainsi obtenues sont sur deux niveaux de galeries, sur une longueur totale de 2 km, à 25 m de profondeur,.
Plus tard, en 1971, la COVAMA (Coopérative vinicole de la vallée de la Marne), achète cette maison familiale et fait bénéficier sa filiale d'un nouvel outil de production,,. Cette maison a choisi de pratiquer l'œnotourisme, faisant notamment visiter ses caves,.
En 2002, lors de fouilles archéologiques au sein des caves médiévales, une gravure d'archer datée du XIVe siècle y est découverte. La maison l'adopte alors comme emblème et reprend la devise de l'archerie : « Tendre à la perfection ». Dans ses assemblages, cette maison utilise notamment trois cépages : le pinot meunier, le pinot noir et le chardonnay. Elle propose également plusieurs cuvées de champagne rosé, obtenues, pour certaines, par assemblage et, pour d'autres, par macération,.